# مطثية مخمرة للحمض الأميني الفاليري
مطثية مخمرة للحمض الأميني الفاليري[بحاجة لمصدر] (الاسم العلمي: Clostridium aminovalericum) هي نوع من البكتيريا يتبع جنس المطثية من الفصيلة المطثاوية.

## روابط خارجية
- ITIS - Catalogo delle specie